# Gisbert Piatkowski
Gisbert „Pitti“ Piatkowski (* 6. April 1953) ist ein deutscher Gitarrist, Rockmusiker, Gitarrenlehrer und Verfasser von Gitarrenschulen.

## Leben
Gisbert Piatkowski wuchs in der DDR auf und begann seine öffentliche Karriere als Gitarrist bei der 1963 gegründeten Band Klosterbrüder, die sich 1975 nach Lizenzentzug und Umbesetzung in Magdeburg umbenannte. Für die 1980 veröffentlichten LP Magdeburg komponierte Piatkowski die Stücke Harte Tage und Roter Wein. 
Einem breiteren Publikum bekannter wurde er 1980, als er der Band City beitrat. Mit dieser Band veröffentlichte er 1980 die englischsprachige LP Dreamer und 1981 die Single Efkaristo/Abschied, bei der Piatkowski den Titeltrack komponierte. Als es 1981 zu internen Spannungen in der Band kam, verließen Piatkowski und der 1974 zu City gekommene Bassgitarrist Georgi Gogow die Band und gründeten im Dezember 1981 die Band NO 55.
NO 55 veröffentlichte 1983 die LP Kopf oder Zahl, auf der Piatkowski das Stück Good bye, alte Zeit (DDR-Jahreshitparade 1983: Platz 37) mitkomponiert hatte. Auf der im Jahr 1983 veröffentlichten Single In der letzten Stunde des Tages (DDR-Jahreshitparade 1984: Platz 13) war auf der B-Seite das von Piatkowski mitkomponierte Karawane enthalten. Zu dieser Zeit nannte sich die Band vorübergehend Enno. 1987 erschien die LP Träume von gestern mit den von Piatkowski komponierten Stücken Schnittpunkt und Schlüsselkind (DDR-Jahreshitparade 1984: Platz 23). 1989 löste sich NO 55 auf.
Neben seinem Engagement in diesen Bands nahm Piatkowski an All-Star-Projekten teil, wie dem 1986 anlässlich der Aktion „Rock für den Frieden“ gegründeten Projekt Gitarreros, an dem zwölf Musiker teilnahmen. Die Musiker veröffentlichten die LP It´s Only Rock´n´Roll - Die Gitarreros live im Konzert, auf der Piatkowski nicht nur Gitarre spielte, sondern auch den Titel Kurzschluss sang. 
Im Mai 1989 wurde die LP Stormy Spring vom Mama-Blues-Projekt veröffentlicht. Es handelt sich dabei um eine weitere All-Star-Veröffentlichung, an der sich neben Piatkowski weitere 16 Musiker beteiligten.
1990 schloss sich Piatkowski der Modern Soul Band an, der er bis heute angehört. 2007 trat er zudem die Nachfolge des tödlich verunglückten Heinz Prüfer als Gitarrist bei der Klaus Renft Combo an.
Ebenfalls absolviert er gelegentlich Auftritte als Gastmusiker mit der 1992 wiedergegründeten Band Magdeburg (seit 2000: Klosterbrüder) und der seit 1964 existierenden Band Kellergeister.
Nebenbei ist Piatkowski als Studiomusiker aktiv. So spielte er auf vielen Veröffentlichungen mit, wie der 1986 erschienenen LP Utkiek – Plattdeutsche Lieder von Piatkowski & Rieck, 1997 auf der Single Ich will immer bei Dir sein der Sängerin Catlén, der 2001 veröffentlichten CD Say It von Drew Sarich, der 2004 erschienenen CD Fairyland von Angelzoom, der 2005 erschienenen CD Rabenschwarz 2 von Frank Zander sowie CDs von Mitch Ryder, nämlich A Dark Caucasian Blue 2004, The Acquitted Idiot 2006 und You Deserve My Art 2008.
Auf den Europa-Tourneen zu diesen Alben begleitete Piatkowski zusammen mit der Band Engerling Ryder als Gastmusiker. Auf einer dieser Tourneen entstand die Live-CD Air Harmonie - Live in Bonn 2008, auf deren Cover Piatkowski neben Ryder abgebildet ist.
Seit 1998 veröffentlichte Piatkowski mehrere Gitarrenschulen, teilweise gemeinsam mit anderen Musikern. Dazu gehören Guitar Masterclass, Bd. 1, Play In The Style Of Jimi Hendrix, Guitar Masterclass, Bd. 3, Play In The Style Of Billy Gibbons – ZZ Top, Guitar Masterclass, Bd. 9, Play In The Style Of Stevie Ray Vaughan, Einstieg Rockgitarre, Perfect Rock Rhythmguitar, Perfect Rock Leadguitar und Rockguitar Experience. 
Diese wurden teilweise unter seinem Spitznamen Pitti Piatkowski veröffentlicht.
Seit 1991 unterrichtet Piatkowski in Berlin an einer Yamaha-Musikschule.